# محمد علي المدرس الأفغاني
الشيخ محمد علي بن مراد علي المدرس الأفغاني (1329 هـ - 1407 هـ). هو رجل دين وفقيه وأديب ومؤلف شيعي أفغاني له عدد من الكتب والمؤلفات باللغة العربيَّة في مجال اللغة والأدب، وكان الأفغاني متخصصاً في تدريس الأدب العربي لطلبة الحوزات العلميَّة، وقد وثَّقه جمع من علماء الشيعة، ومنهم: آغا بزرگ الطهراني،(1) ومحمد هادي الأميني،(2) وحسين الفاضلي.(3)

## ولادته ونشأته
كانت ولادته عام 1329 هـ في قرية خاربيد من توابع مدينة غزنة في أفغانستان، وهاجر به والده إلى مدينة مشهد الإيرانيَّة وهو طفل رضيع، وفيها ترَّبى وقضى شطراً من دراساته الدينيَّة الحوزويَّة ثم هاجر إلى مدينة النجف عام 1349 هـ قضى فيها تسع سنوات قبل أن يرحل منها إلى وطنه أفغانستان، وقد سجَّل بعض من ترجم له أنه كان في فترة مكوثه بالنجف يعاني «من مرارة العدم والإعواز ما قلّ أن يتفق مثله في كثير من الأعصار لكثير من الناس».
ومن أساتذته في الحوزة العلميَّة في مرحلة السطوح الوسطى والسطوح العالية: محمد الرشتي والبادكوبي، ثم حضر دروس البحث الخارج في علمي الفقه والأصول عند أبي الحسن الأصفهاني، ومحسن الحكيم، وضياء الدين العراقي، ومحمد علي الكاظمي.

## وفاته
تعرّض المدرس الأفغاني لنوبة قلبية توفي على أثرها بإحدى مستشفيات مدينة قم الإيرانيَّة حيث كان مقيماً فيها، وكان ذلك في الحادي والعشرين من ذي الحجة 1407 هـ.

## مؤلفاته
| - مكررات المدرس. في شرح السيوطي في أربعة أجزاء. - الكلام المفيد للمدرس والمستفيد. في شرح الصمدية. - المدرس الأفضل فيما يرمز ويشار إليه في المطول. في سبعة أجزاء. - رفع الغاشية من غوامض الحاشية. في المنطق. | - إعراب سورة الفاتحة. - الشواهد المنتخبة لكتاب السيوطي. - تصحيح وتعليق على كتاب جامع المقدمات. في جزئين. |

## الهوامش
- 1 - قال عنه آغا بزرگ الطهراني: ”الشيخ الفاضل الكامل أبو المكارم والفضائل، المحقق المدقق، والمعلم الأستاذ الفائق، والمصنف الماهر الباهر، الثقة السند والصفي الوفي مولانا الشيخ مُحمّد علي المُدرّس الأفغاني النجفي“.
- 2 - قال عنه محمد هادي الأميني ابن رجل الدين المعروف عبد الحسين الأميني صاحب موسوعة الغدير ما نصّه: ”محمد علي بن مراد علي الأفغاني عالم فاضل أديب جليل محقق خبير درس في النجف الفقه والأصول وتصدّى لتدريس السطوح ومقدمات العلوم الأدبية، وقرأ عليه الكثير من الفضلاء وكانت له عدة جلسات تدريسية منقلة، وأسّس مدرسة دينية للطلاب الأفغانيين“.
- 1 - ترجم له حسين الفاضلي في كتابه الشيعة في أفغانستان قائلاً عنه: ”العلّامة المجاهد آية الله سماحة الشيخ محمد علي بن مراد علي المدرّس الأفغاني من مفاخر الحوزات العلميَّة في النجف وقم ومشهد المقدستين. (...) أصولي فاهم، وفقيه عارف، وفلسفي قاهر، ومتكلّم ماهر، ومفسّر جليل“.[4]